# Ледник Академии Наук
Ледник Академии Наук — представляет собой обширную ледяную шапку на острове Комсомолец архипелага Северная Земля. Административно находится в Красноярском крае России. Ледник был назван в честь Академии наук СССР экспедицией 1930—1932 годов на архипелаг под руководством Георгия Ушакова и Николая Урванцева.
Ледник является крупнейшим на Северной Земле, а также крупнейшим одиночным ледниковым образованием России. По размерам в стране уступает только ледяной шапке Северного острова на Новой Земле. Занимает всю центральную и южную часть острова Комсомолец и покрывает почти две трети его площади, за исключением не покрытого льдом участка на северной оконечности. Имеет округлую форму диаметром около 80 км и площадью 5570 км². Достигая максимальной высоты 749 м, в среднем имеет высоту 692 м. При средней толщине ледника 500 м его объём составляет 2785 км³. Простираясь от берега до берега, граничит на востоке с морем Лаптевых в бухте Кренкеля, с проливом Красной Армии на юге и с Карским морем на западе в бухте Журавлёва.

## Фотографии

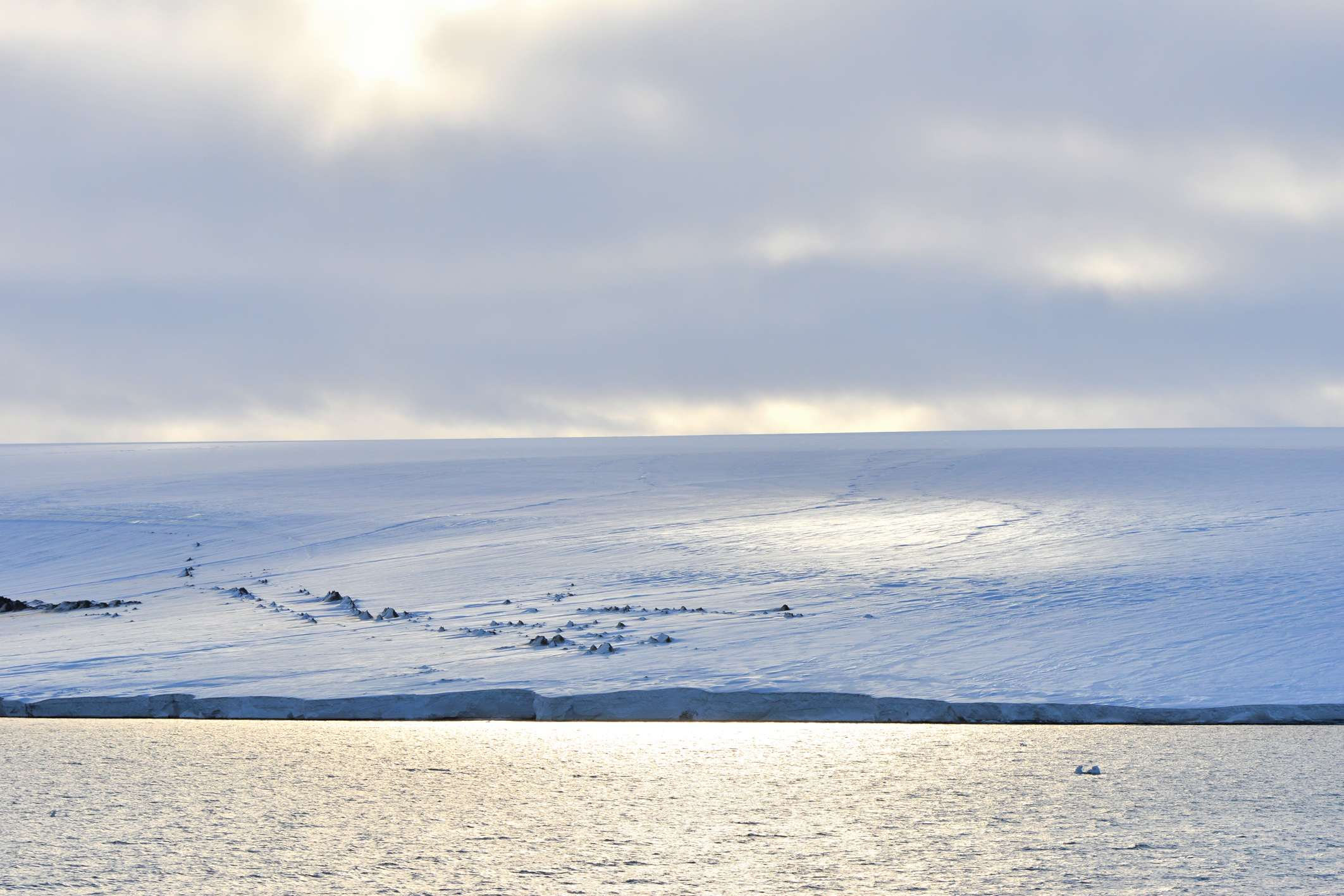
Вид на ледник Академии Наук из бухты Журавлёва
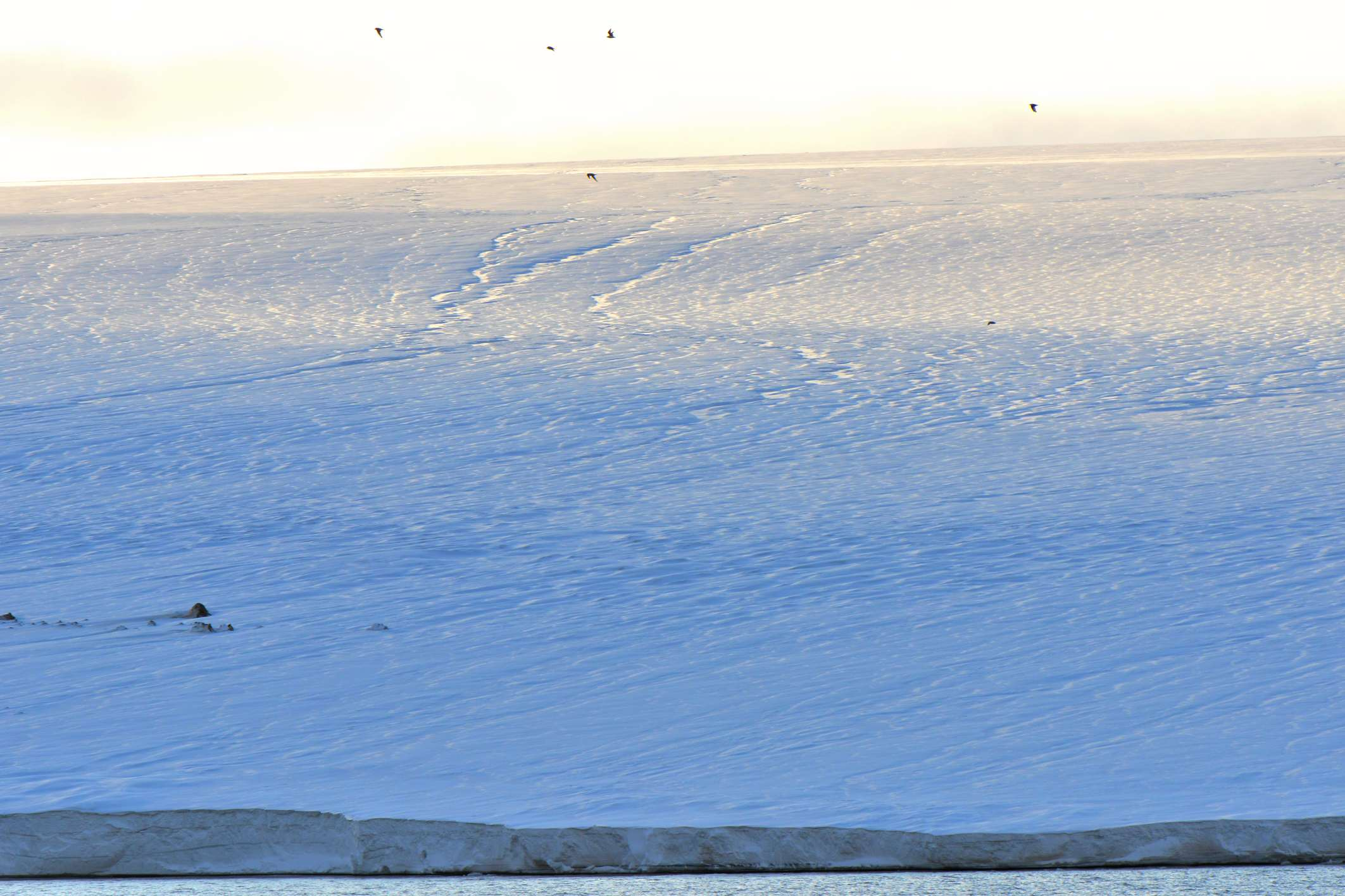
Вид на ледник из бухты Журавлёва
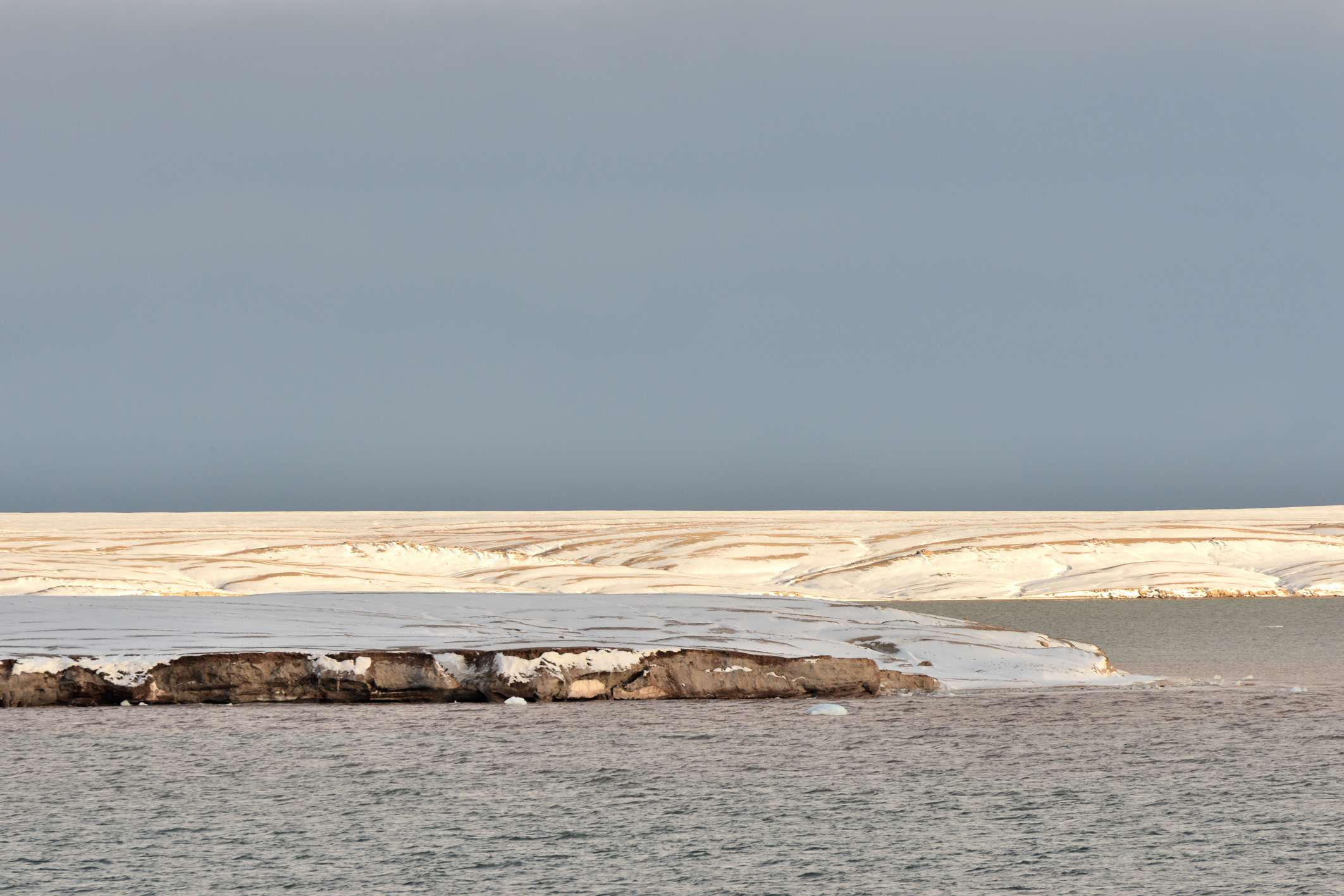
Вид из бухты Журавёва